# 凱威國際
凱威國際有限公司，簡稱凱威國際（英語：Capetronic International Holdings Limited，港交所除牌時0500.HK），在1994年6月3日，由訊科國際有限公司更名而來，當時經營電子產品行業，曾是嘉域集團有限公司旗下企業以及收購。
但在1997年，被吳鶴立和有關人士收購，之後改由鄧浩深出任主席職位。在2000年，由高振順、吳征等有關人士，進行收購，更名為天地數碼(控股)有限公司至今。

## 連結
- IRASIA.com/listco/hk/dvn（页面存档备份，存于）
- DVNHoldings.com